# Ochthebius rubripes
Ochthebius rubripes är en skalbaggsart som beskrevs av Karl Henrik Boheman 1860. Ochthebius rubripes ingår i släktet Ochthebius och familjen vattenbrynsbaggar. Inga underarter finns listade i Catalogue of Life.